# 北京建設
北京建設（控股）有限公司，簡稱北京建設（控股），以及北京建設（英語：Beijing Properties (Holdings) Limited，港交所：0925），在2009年9月21日，由元昇國際集團有限公司更名而來，現時為北京控股有限公司旗下。
現時業務於國內經營房地產業務，現時董事長為周恩，總裁為錢旭。
總部位於香港灣仔港灣道18號中環廣場66樓。
2013年9月10日北京建設旗下全資附屬富日投資發展以4.2億人民幣(相當於約5.23億港元)，向賣方北京京華信托投資破產管理人收購北京金都假日飯店註冊股本中之75%股權。

## 連結
- www.bphl.cn（页面存档备份，存于）